# Autozam AZ-1
L'Autozam AZ-1 (オートザムAZ-1, Ōtozamu AZ-1), de nom en codi PG6SA, fou un model d'automòbil lleuger o kei car produït pel fabricant d'automòbils japonés Mazda per a la marca Autozam entre els anys 1992 i 1994. Suzuki, que comercialitzà un OEM del model sota el nom de Suzuki Cara, va proveir la motorització i la base del disseny.
Conegut per les seues portes d'ala de gavina, l'Autozam AZ-1 equipava un motor de tres cilindres en línia de 657 centímetres cúbics (cc) i turbocompressor procedent del Suzuki Alto i que produïa 64 cavalls de potència (cv) a 6.500 revolucions per minut (rpm).

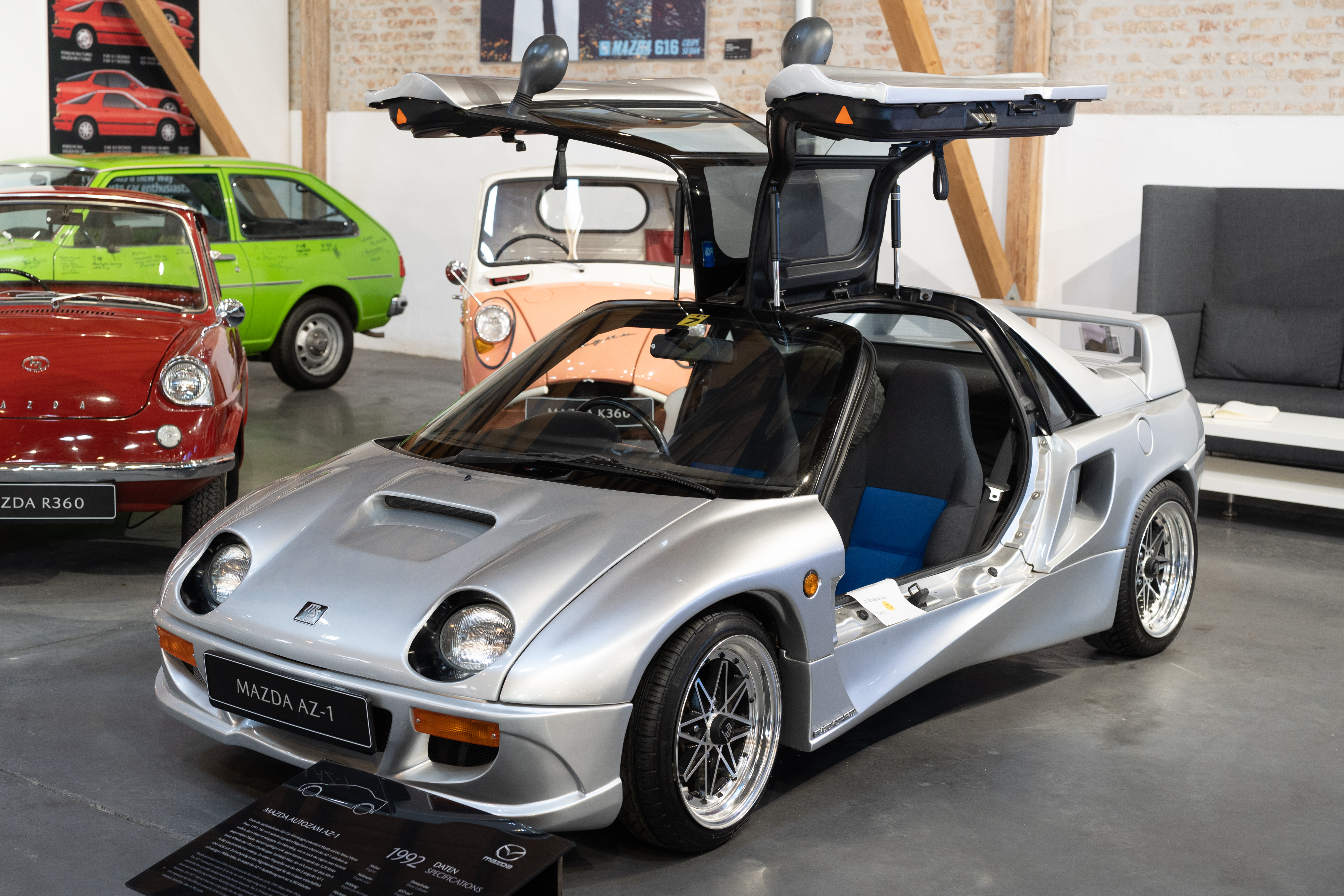
Mazda AZ-1 Mazdaspeed

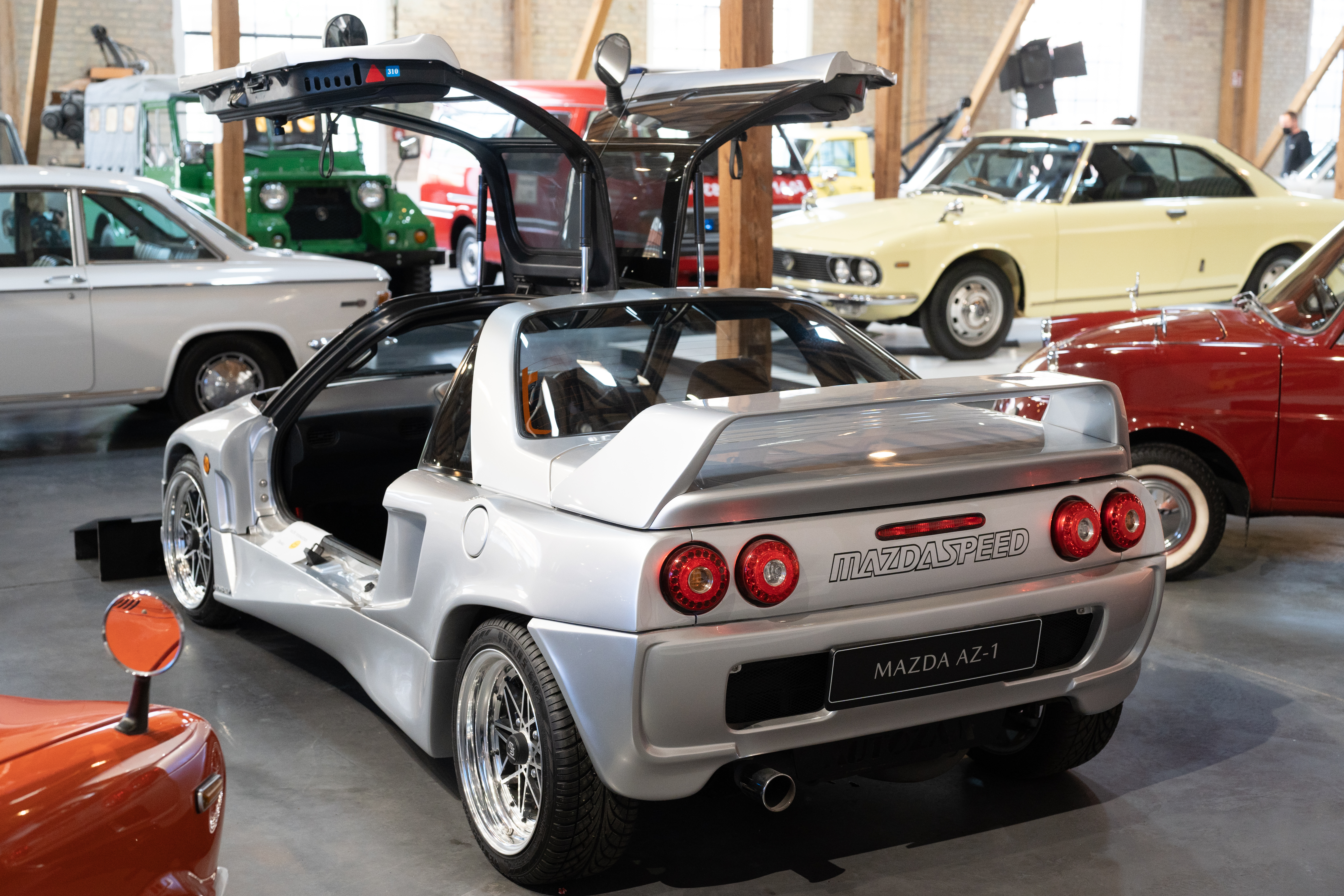
Mazda AZ-1 Mazdaspeed

El model va eixir al mercat el gener de 1992 amb dues colors de carrosseria disponibles: Siberia Blue (blau) i Classic Red (roig). Ambdós colors anaven acompanyats dels panells baixos de color Venetian Grey (gris). Totes les unitats foren comercialitzades per la xarxa de concessionàris d'Autozam.
Malauradament, quan l'Autozam AZ-1 entrà en producció, ja havia esclatat la bambolla immobiliària del Japó. Amb un preu de venda de 1.498.000 iens, el model costava poc menys que un Eunos Roadster però més que el seus competidors directes: el Honda Beat de 1.388.000 iens i el Suzuki Cappuccino de 1.458.000 iens. Amb això, l'AZ-1 fou considerat ràpidament massa car per a ser un kei car. En plena recessió econòmica, l'empresa no va poder complir les previsions de vendes de 800 unitats mensuals. La producció del model finalitzà l'any següent, encara que Mazda tenia grans quantitats d'unitats en stock esperant la venda.
La producció total del model en només un any fou de 4.392 unitats a les que s'afegeix 531 del Suzuki Cara; mentre que es produïren 28.010 unitats del Suzuki Cappuccino i 33.600 del Honda Beat, ambdós models en producción fins a la segona meitat de la dècada del 1990.